# أبراهام كورلاند
أبراهام كورلاند (بالدنماركية: Abraham Kurland)‏ هو مصارع رياضي دنماركي، ولد في 10 يونيو 1912 في أودنسه في الدنمارك، وتوفي في 14 مارس 1999.

## وصلات خارجية
- أبراهام كورلاند على موقع قاعدة بيانات المصارعة الدولية (الإنجليزية)
- أبراهام كورلاند على موقع أوليمبيديا (الإنجليزية)